# Giambattista Lolli
Giambattista Lolli (Nonantola, c.1698 – 4 de junho de 1769) foi um jogador de xadrez italiano e um dos mais importantes teórico do xadrez de seu época.l Se trabalho mais importante foi o livro Osservazioni teorico-pratiche sopra il giuoco degli scacchi, publicado em 1763 em Bologna. O livro contém análises de aberturas de xadrez, em particular a Abertura Giouco Piano, e ilustra o estilo dá época com ataques descompromissados, em oposição ao estilo de Philidor. 